# Dawn Richard Angelique
Dawn Angeliqué Richard (Nueva Orleans, Luisiana, 5 de agosto de 1983) es una cantante estadounidense, fue integrante del grupo Danity Kane entre 2005 y 2009, así como de Diddy – Dirty Money.

## Historia
Su madre tenía una escuela de danza, donde Dawn pasó toda su infancia preparando coreografías y canciones. Debido al Huracán Katrina, Dawn y su familia tuvieron que mudarse a Baltimore, Maryland. Ese mismo año, Dawn sacó su primer disco, titulado Been a While, aunque no tuvo éxito. Pero si le llegó cuando Dawn decidió presentarse a las audiciones del show Making the Band 3 en Orlando. Quedó seleccionada, y formó parte del grupo, con otras cuatro chicas. Un día, mientras Dawn dibujaba manga, un dibujo llamó la atención de Puff Daddy. Este le pregunto a Dawn que como se llamaba, y ella le contestó Danity Kane. Así pues, el grupo se llama hoy en día Danity Kane.
Tras la ruptura del grupo en octubre de 2009, Dawn formó un grupo junto a Diddy, el cual se llamaba Diddy - Dirty Money.

## Discografía
- 2005 Been a While (como solista)
- 2006 Danity Kane
- 2008 Welcome to the Dollhouse
- 2011 The Prelude to a Tell Tale Heart (como solista)
- 2012 Whiteout (como solista)
- 2012 Armor On (como solista)
- 2013 Goldenheart (como solista)
- 2015 Blackheart (como solista)
- 2016 Redemption (como solista)
- 2017 Redemption Remixes
- 2017 Infrared (como solista)
- 2019 New Breed (como solista)

## Sencillos

### Sencillos con Danity Kane
| Año  | Título                              | Posición | Posición | Posición | Posición | Posición | Álbum                    |
| Año  | Título                              | U.S. 100 | U.S. Pop | U.S. R&B | GER      | AUT      | Álbum                    |
| ---- | ----------------------------------- | -------- | -------- | -------- | -------- | -------- | ------------------------ |
| 2006 | "Show Stopper" (featuring Yung Joc) | 8        | 12       | 33       | 27       | 60       | Danity Kane              |
| 2006 | "Ride for You"                      | 78       | 55       | 122      | —        | —        | Danity Kane              |
| 2008 | "Damaged"                           | 10       | 10       | —        | —        | —        | Welcome to the Dollhouse |
| 2008 | "Bad Girl" (con Missy Elliott)      | 110      | 85       | —        | —        | —        | Welcome to the Dollhouse |

Sencillos como solista
- 2005: "So What"
- 2010: "Bottles" (con Trina)

- Datos: Q454428
- Multimedia: Dawn Richard (singer) / Q454428